# پیز دوآکس آرنا
پیز دوآکس یک سالن چند منظوره و سرپوشیده ورزشی است که در نزدیکی منطقه مارسی است. این سالن در ۱۱ اکتبر ۲۰۱۷ افتتاح شد.
این سالن دارای یک سالن اصلی با گنجایش ۶۰۰۰ تا ۸۵۰۰ صندلی و یک سالن فرعی با گنجایش ۱۰۰۰ تا ۲۰۰۰ صندلی است که برای میزبانی رویدادها و مسابقات ورزشی در نظر گرفته شده‌است. هم‌اکنون این ورزشگاه، ورزشگاه خانگی تیم هندبال Pays d'Aix Université Club است.

## تاریخچه
پیز دوآکس آرنا پروژه ای برای ساخت یک مجموع ورزشی در شهراکس-آن-پرووانس بود که در سال ۲۰۰۸ توسط Maryse Joissains اعلام شد. این پروژه در سال ۲۰۱۴ به یک شرکت عمومی محلی در شهراکس-آن-پرووانس واگذار شد و معار پروژه در سال ۲۰۱۵ انتخاب شد.
سپس این سالن به عنوان مکان مسابقات قهرمانی جهانی هندبال مردان ۲۰۱۷ انتخاب شد، اما با توجه به اینکه ورزشگاه تا زمان برگزاری بازی‌ها افتتاح نمی‌شد شهر اکس-آن-پرووانس از قرار گرفتن در میان شهرهای میزبان در مارس ۲۰۱۵ صرف نظر کرد.
کار ساخت در سال ۲۰۱۶ آغاز شد و ساخت آن تا اکتبر سال ۲۰۱۷ به طول انجامید. در ۱۱ اکتبر ۲۰۱۷ ورزشگاه به صورت غیررسمی بازگشایی شد و در ۱۹ نوامبر ورزشگاه به صورت رسمی برای عموم افتتاح گردید.
در ژوئن ۲۰۱۷، شرکت Lagardère Live Entertainment به عنوان مدیریت ورزشگاه انتخاب شد.

## رویدادها
- ۱۱ اکتبر ۲۰۱۷:بازگشایی سالن برای عموم همراه با مسابقه قهرمانی هندبال فرانسه بین PAUC و Chambéry،
- ۱۹ نوامبر ۲۰۱۷:افتتاحیه رسمی
- ۲۱ و ۲۲ آوریل ۲۰۱۸:فدرال کاپ تنیس نیمه نهایی فرانسه - آمریکا.
- از ۸ تا ۱۰ ژوئن ۲۰۱۸:میزبان گروه ۱۲ لیگ ملت‌های والیبال. تیم‌های شرکت کننده: فرانسه، آرژانتین، کره جنوبی، صربستان.